# Cittadella
Cittadella é uma comuna italiana da região do Vêneto, província de Pádua, com cerca de 18.717 habitantes. Estende-se por uma área de 36 km², tendo uma densidade populacional de 520 hab/km². Faz fronteira com Carmignano di Brenta, Fontaniva, Galliera Veneta, Pozzoleone (VI), Rossano Veneto (VI), San Giorgio in Bosco, Tezze sul Brenta (VI), Tombolo.

## Demografia
| Variação demográfica do município entre 1861 e 2011                               |
|                                                                                   |
| Fonte: Istituto Nazionale di Statistica (ISTAT) - Elaboração gráfica da Wikipedia |